# ミスター・パートナー
株式会社ミスター・パートナーは、日本の総合出版社。本社は東京都新宿区新宿にある。

## 概要
英国生活情報誌「月刊ミスター・パートナー」の発行がメイン。同誌編集長で、英国に関する著作の多い作家の井形慶子による講演他、英国ツアーの企画など、英国の情報や文化の発信を業務の中心に据え、他にも各種書籍の発行、ラジオ番組の制作を行っている。
ミスター・パートナー社 社訓 
嘘から出た真実 勝つまで闘え! 金こそ命! 転んでも離すな

## 沿革
- 1988年9月 株式会社ミスター・パートナーを設立。同時に月刊「ミスター・パートナー」創刊。都内・首都圏を中心に発売。
- 1993年6月 同社制作FMラジオ番組「ミスター・パートナー」FMFUJIにて放送開始。編集長である井形慶子が初代パーソナリティーを務める。
- 1994年6月 本社所在地を現在地へ移転。
- 1997年10月 「南の島に暮らす日本人たち」（井形慶子著）を『MPの本』として出版。書籍の制作、発行を始める。同書は2000年、日本図書館協会選定図書に選ばれる。
- 1998年10月 同社ホームページを開設。
- 1999年8月 同社制作FMラジオ番組をSHIBUYA-FMにて放送開始。（2012年12月終了）
- 2004年5月 月刊「ミスター・パートナー」の販路を拡充。本格的に全国販売を開始。Amazon.co.jp、セブンネットショッピングなどのネット書店での販売も始まる。
- 2005年6月 「井形慶子と行くイギリスツアー」第1回を企画・開催。以後、毎年開催となる。
- 2008年9月 月刊「ミスター・パートナー」が創刊20周年を迎える。
- 2009年12月 イギリス・ロンドンでの月刊「ミスター・パートナー」の販売を開始する。
- 2013年1月 同社制作ＦＭラジオ番組を中央エフエムにて放送開始。（2015年2月終了）

## 主な出版物
- 月刊英国生活情報誌ミスター・パートナー
- 南の島に暮らす日本人たち（井形慶子著）
- 40代のひとり暮らし（岸本葉子著）
- 40代、ひとり時間、幸せ時間（岸本葉子著）
- 熟年留学のススメ（林信吾著）
- 野菜と祈り（星野正興著）
- ひとりじゃないよ（星野正興著）
- 1ポンドから買えるロンドン暮らしマーケットBest50（ミスター・パートナー編集部）
- ロンドン300円〜のおいしい移民レストラン・カフェ・パブ（今井靖子著）
- ケルト入門書（ミスター・パートナー出版部）
- 中東入門書（ミスター・パートナー出版部）
- ブームの真相（ブームの真相編集部）
- 読者が選ぶ売れすじ大賞（読者が選ぶ売れすじ大賞編集部）
- 大ヒット商品はこれだ!（大ヒット商品はこれだ!編集部）
- ヒットの予感（ヒットの予感編集部）

## FMラジオ番組
- West end talk（FM-Fuji）
- THE WEEKENDER（FM-Fuji）